# Metaphycus perdivo
Metaphycus perdivo är en stekelart som beskrevs av John S. Noyes 2004. Metaphycus perdivo ingår i släktet Metaphycus och familjen sköldlussteklar.
Artens utbredningsområde är Costa Rica. Inga underarter finns listade i Catalogue of Life.